# Abua-Odual
Abua-Odual é uma área de governo local do estado de Rios, na Nigéria, com sede em Abua. Tem 138 quilômetros quadrados e de acordo com o censo de 2016, havia 396 800 residentes.